# Norton Internet Security
Norton Internet Security, desarrollado por Symantec Corporation, es un programa informático que proporciona prevención y eliminación de malware durante un período de suscripción y utiliza firmas y heurísticas para identificar  Otras características incluidas en el producto son un firewall personal, filtrado de correo no deseado y protección contra phishing. Con el lanzamiento de la línea 2015 en el verano de 2014, Symantec retiró oficialmente Norton Internet Security después de 14 años como el producto bandera de Norton. Norton Security lo reemplaza, una adaptación rebautizada del conjunto de seguridad Norton 360.
Symantec distribuyó el producto como una descarga, una copia en disco compacto (CD) en caja y como software OEM. Algunos minoristas también lo distribuyeron en una unidad flash USB. Norton Internet Security tuvo una participación de mercado de 61% en la categoría de suite de seguridad minorista de Estados Unidos en el primer semestre de 2007. En este estudio, los competidores, en términos de cuota de mercado, incluyeron suites de seguridad de CA, Inc., Trend Micro y Kaspersky.

## Requisitos
Los requisitos necesarios para la instalación de Norton Internet Security son los siguientes:
- Windows 8/Pro
- Windows 7 Starter/Basic/Premium/Professional/
- Windows Vista Home Basic/ Home Premium/Business/
- Windows XP Home/XP Professional/XP Media Center Edition (de 32 bits solamente) con Service Pack 2 y posterior.
- Procesador a 300 MHz o superior.
- 256 MB de RAM (512 MB de RAM necesarios para la Herramienta de recuperación).
- 300 MB de espacio disponible en el disco duro.
- Unidad de DVD o CD-ROM.
- Microsoft Internet Explorer® 6.0 (sólo de 32 bits) y posterior.
- Mozilla Firefox 3.0